# Греко-Османські дредноутні перегони

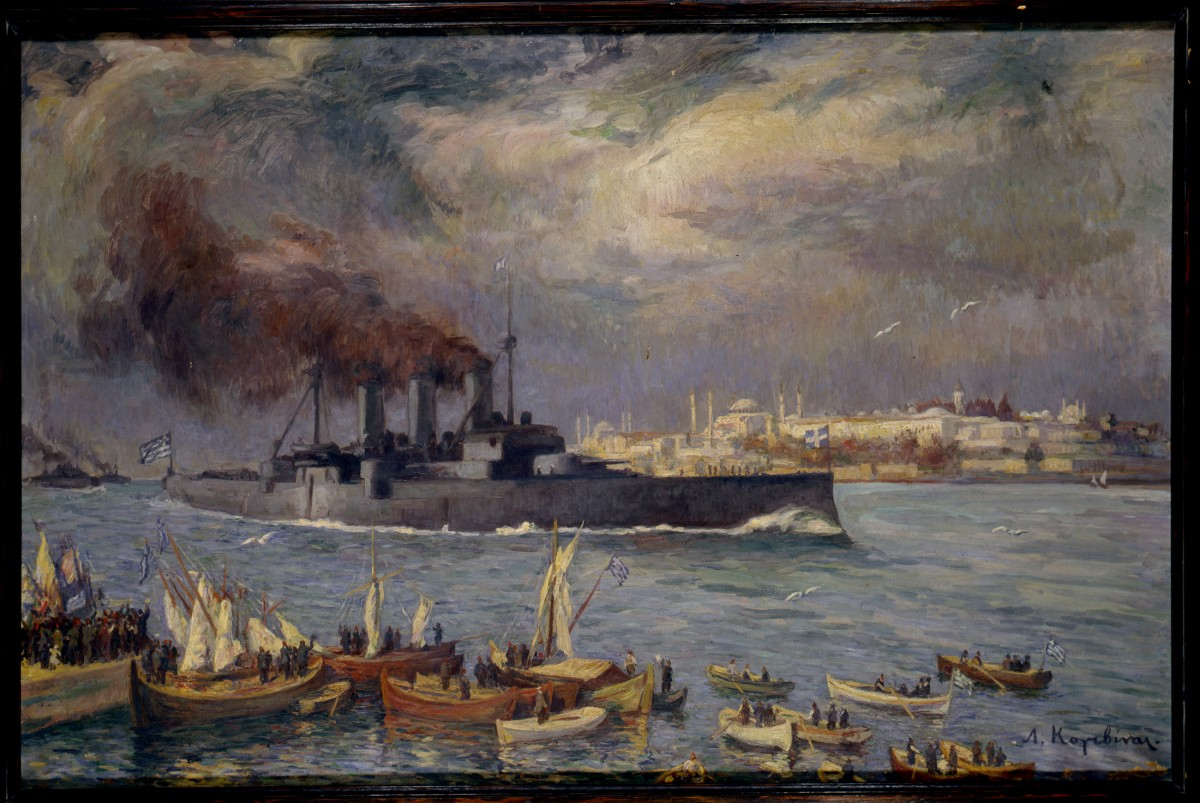
Грецький крейсер «Георгіос Авероф» входить у Константинополь. Перегони морських озброєнь між Грецьким королівством та Османською імперією перервала Перша світова війна, у результаті поразки у якій друга з держав розпалась.

Греко-Османські дредноутні перегони — перегони морських озброєнь між Грецьким королівством та Османською імперією, пов'язані з прагненнями кожної зі сторін забезпечити власне панування на Егейському морі.

## Передумови
Під час Греко-турецької війни 1897 р. Османський флот продемонстрував практичну неспроможність кинути виклик грецькому флоту в Егейському морі. У зв'язку з цим розпочалася програма його модернізації, пов'язана з модернізацією застарілих броненосців («Османіє», «Месудіє») та побудовою нових лінійних кораблів. Своєю чергою Греція, основними кораблями якої були броненосці берегової оборони типу «Ідра», будівництво яких завершилося 1892 р. також шукали шляхи посилення флоту сучаснішими кораблями.
У 1909 році Греція придбала броньований крейсер «Георгіос Авероф». Османська імперія у відповідь придбала 1910 р. два додредноути типу «Бранденбург».
Під час Першої Балканської війни Османський флот не зміг реалізувати свою перевагу у основних кораблях. У битвах при Еллі та при Лемносі Грецький флот не допустив виходу основних сил противника у Егейське море.

## Замовлення дредноутів
Водночас замовлення у Великій Британії 1911 року дредноута «Решадіє» загрожувало докорінно змінити баланс сил між державами. У відповідь Греція замовила у Німеччині дредноут «Саламіс».
Після того як Османська імперія викупила у Бразилії ще один дредноут, який будувався у Британії, а також замовила додатковий корабель типу «Решадіє», Греція замовила у Франції лінкор типу «Бретань» «Васілевс Константінос», а також придбала додредноути типу «Міссісіпі».

## Результати
Початок Першої світової війни призвів до конфіскації османських дредноутів Великою Британією, а також зупинки робіт на кораблях для Греції. У результаті війни Османська імперія розпалася, водночас Греція програла війну з Турецькою республікою. Через бюджетні проблеми та відсутність безпосередньої загрози Греція відмовилася від добудови замовлених дредноутів.